# مسابقه آواز یوروویژن ۱۹۷۰
مسابقه آواز یوروویژن ۱۹۷۰ ۱۵مین دوره از مسابقات آواز یوروویژن بود که در RAI Congrescentrum، آمستردام، هلند برگزار شد. برنده آن کشور جزیره ایرلند بود.